# Kapitan Sowa na tropie
Kapitan Sowa na tropie – polski czarno-biały serial kryminalny wyreżyserowany przez Stanisława Bareję, pierwszy polski serial kryminalny.

## Fabuła
Produkcja była anonsowana jako pierwszy polski seryjny film kryminalny.
Opowiada losy kapitana Milicji Obywatelskiej, Tomasza Sowy, który rozwiązuje zagadki kryminalne. Każdy odcinek to inna sprawa, której błyskotliwe rozwiązanie znajduje Sowa. Poszczególne odcinki serialu łączy osoba kapitana Sowy i jego pomocnika, Albina, oraz ich wspólna chęć walki z nałogiem tytoniowym.
Zdjęcia plenerowe zostały zrealizowane w Łodzi.
Po wielu latach grający jedną z głównych ról aktor Michał Szewczyk ujawnił, że serial planowany był na 42 odcinki, ale po nakręceniu ośmiu grający kapitana Sowę Wiesław Gołas i on sam odmówili dalszej gry w serialu, gdyż nie podobały im się scenariusze, pozbawione dynamicznej i żywej akcji.

## Lista odcinków

### Odcinek 1.Gipsowa figurka
Czas: 26 min.

#### Fabuła odcinka
Literat Nawrocki i reżyser Gajda angażują przypadkowo napotkanego mężczyznę do przyniesienia za opłatą figurki gipsowej z mieszkania Nawrockiego. Tym mężczyzną jest kapitan Sowa. W mieszkaniu Nawrockiego znajduje zwłoki kobiety. Morderczynią okazuje się sąsiadka Nawrockiego, inżynier agronom Stankiewiczowa.

#### Obsada aktorska odcinka
- Wiesław Gołas – kapitan Tomasz Sowa
- Michał Szewczyk − Albin
- Stanisław Wyszyński − scenarzysta Nawrocki
- Iwona Słoczyńska − aktorka Alicja Nawrocka, żona Nawrockiego
- Barbara Wałkówna − inżynier agronom Stankiewiczowa, sąsiadka Nawrockiego
- Jerzy Walczak − reżyser Gajda, przyjaciel Nawrockiego
- Bogusław Sochnacki − lekarz milicyjny

### Odcinek 2.Uprzejmy morderca
Czas: 27 min.

#### Fabuła odcinka
Akcja rozgrywa się na terenie cyrku. Klaun Bongo zabija swego rywala, tresera lwów Orlando. Podczas dramatycznej ucieczki przed milicją Bongo wpada do klatki lwów i ginie.

#### Obsada aktorska odcinka
- Wiesław Gołas – kapitan Tomasz Sowa
- Michał Szewczyk − Albin
- Kalina Jędrusik − Kazimiera Paluch vel Fatima, asystentka Damona
- Bohdana Majda − Pudelska
- Barbara Połomska − Diana
- Krzysztof Chamiec − Orlando, treser lwów
- Aleksander Fogiel − Bongo, klaun
- Janusz Kłosiński − dyrektor cyrku
- Bohdan Łazuka − Ramon
- Jerzy Przybylski − Majewski
- Roman Sykała − Damon, iluzjonista

### Odcinek 3.Termos
Czas: 28 min.

#### Fabuła odcinka
Naukowiec, profesor Mikucki po powrocie z Turcji został zamordowany. Okazuje się, że przyczyną zabójstwa było posiadanie przez niego podrzuconej mu w podróży torby z termosem, w którym znajdowała się przemycana heroina.

#### Obsada aktorska odcinka
- Wiesław Gołas – kapitan Tomasz Sowa
- Michał Szewczyk − Albin
- Joanna Jędryka − Jolanta Suchecka, asystentka profesora Mikuckiego
- Ludwik Benoit − Ryszard Nalepa
- Józef Łodyński − pomocnik Nalepy
- Eugeniusz Korczarowski − wspólnik Sucheckiej, w czołówce imię: Zbigniew
- Lucjan Wiernek − narzeczony Sucheckiej
- Stanisław Bareja − mężczyzna przy skrzynce pocztowej
- Janusz Gajos − „listonosz”, współpracownik Sowy

### Odcinek 4.Cichy pokoik
Czas: 28 min.

#### Fabuła odcinka
W miejscowości wypoczynkowej Lisica-Zdrój grasuje morderca kobiet. Mieszkańcy żyją w ciągłym strachu. Tymczasem w osadzie zjawia się studentka Zuzanna i u jednej z mieszkanek wynajmuje pokój. Jednak już pierwszej nocy w domu zaczynają się dziać dziwne rzeczy. Przerażona letniczka twierdzi, że w domu ktoś się ukrywa i dybie na jej życie. Do akcji wkracza szukający „Potwora z Lisicy” kapitan Sowa.

#### Obsada aktorska odcinka
- Wiesław Gołas – kapitan Tomasz Sowa
- Michał Szewczyk − Albin
- Krystyna Feldman − Kwiecińska
- Pola Raksa − Zuzanna Gawlik
- Włodzimierz Skoczylas − dziennikarz

### Odcinek 5.Trzecia ręka
Czas: 28 min. Zdjęcia kręcone były w zamku biskupów warmińskich w Lidzbarku Warmińskim

#### Fabuła odcinka
Kapitan Sowa, szukając zaginionej dziewczyny, wpada na trop szajki przemytników dzieł sztuki.

#### Obsada aktorska odcinka
- Wiesław Gołas – kapitan Tomasz Sowa
- Michał Szewczyk − Albin
- Elżbieta Czyżewska − Józefina Urszula Czerska
- Elżbieta Karkoszka − Zosia, przewodniczka po zamku w Magierowie
- Stanisław Jaśkiewicz − profesor Sandecki, kustosz zamku w Magierowie
- Jerzy Turek − laborant Czerski
- Marian Wojtczak − dozorca zamku w Magierowie, ojciec Zosi

### Odcinek 6.Szantażysta
Czas: 26 min.

#### Fabuła odcinka
Zamordowano niejakiego Smolaka. Kapitan Sowa odkrywa, że zamordowany mężczyzna był szantażystą. W związku z tym podejrzenie pada na liczne ofiary Smolaka. Krąg podejrzanych jest szeroki.

#### Obsada aktorska odcinka
- Wiesław Gołas – kapitan Tomasz Sowa
- Michał Szewczyk − Albin
- Leon Niemczyk − Krzysztof Małecki
- Halina Taborska − Gamrowa
- Halina Billing-Wohl − Weronika Wernerowa, w czołówce nazwisko: Wohl-Billing
- Anna Narowska − Wisia Kozłowska, wielbicielka Małeckiego
- Aleksandra Krasoń
- Renata Maklakiewicz

### Odcinek 7.Śpiący nie kłamie
Czas: 27 min.

#### Fabuła odcinka
Zginął emeryt. Kapitan Sowa rozpoczyna śledztwo. Niestety, na jednym trupie się nie skończy. Ale drugie morderstwo dokonane na znajomej pierwszej ofiary doprowadza do wykrycia mordercy.

#### Obsada aktorska odcinka
- Wiesław Gołas – kapitan Tomasz Sowa
- Michał Szewczyk − Albin
- Hanna Bedryńska − inkasentka Malczykowa
- Zbigniew Józefowicz − doktor Greger
- Zygmunt Zintel − Ernest Malczyk
- Lena Wilczyńska − urzędniczka, przełożona Malczykowej

### Odcinek 8.Numer IB 2968
Czas: 25 min.

#### Fabuła odcinka
W przedsiębiorstwie Motozbytu dokonano napadu rabunkowego na kasjerkę. Przed kapitanem Sową długie i żmudne śledztwo. Ale bohater serialu po żmudnym śledztwie aresztuje sprawcę napadu.

#### Obsada aktorska odcinka
- Wiesław Gołas – kapitan Tomasz Sowa
- Michał Szewczyk − Albin
- Krystyna Królikiewicz − kasjerka w Motozbycie
- Alicja Zommer-Kubicka − Jadwiga Grabik, sekretarka w Motozbycie
- Tadeusz Sabara − Feliks Cebulski
- Jerzy Szpunar − dyrektor Motozbytu
- Józef Zbiróg − Pasternak, właściciel „Kliniki lalek”
- Henryk Staszewski − mechanik w Motozbycie
- Zbigniew Jabłoński − majster rozmawiający z Albinem